# Willem II van Nevers
Willem II van Nevers (1080 - 20 augustus 1147) was de oudste zoon van Reinoud II van Nevers en diens tweede echtgenote Agnes van Beaugency.

## Levensloop
Willem volgde 20 juni 1098 zijn grootvader Willem I van Nevers op als graaf van Nevers, Auxerre en Tonnerre. Willem nam deel aan de Kruisvaart van 1101. Hij vertrok in februari 1101 met circa 15.000 krijgsmannen, echter faalde zijn leger om de zwaar bewaakte stad Konya in te nemen en volgde de desastreus verlopen slag bij Heraclea Cybistra. Hij wist Antiochië nog te bereiken met een handvol ridders en nog enkele tientallen volgelingen.
Hij overtuigde Lodewijk VI van Frankrijk ervan de vrede met Hendrik I van Engeland te breken en ondersteunde Willem Clito als titulair kandidaat voor het hertogdom Normandië in 1115. Hij werd kort daarna in de gevangenis gezet door Theobald IV van Blois.

## Huwelijk en kinderen
Hij huwde met Adelheid of Adelais en werd de vader van:
- Willem III (-1161)
- Reinout III van Tonnerre (-1148).
- Robert van Nevers
- Anne van Nevers, huwde met Willem VIII van Auvergne